# Theo Pahlplatz
Theo Pahlplatz (Oldenzaal, Países Bajos; 3 de abril de 1947 – 2 de julio de 2023) fue un futbolista neerlandés que jugó en las posiciones de centrocampista y delantero centro.

## Carrera

### Club
| Periodo   | Club      |
| --------- | --------- |
| 1966-1979 | FC Twente |
| 1979-1981 | FC Epe    |

### Selección nacional
Pahlplatz debutó con Países Bajos en noviembre de 1967 en un partido amistoso ante Unión Soviética. Jugó en 13 ocasiones y anotó 3 goles. Se retiró de la selección nacional en noviembre de 1972 en un partido ante Noruega por la clasificación de UEFA para la Copa Mundial de Fútbol de 1974.

## Logros
- Copa de los Países Bajos (1): 1976/77.
- Finalista de la Copa de la UEFA 1974-75.[4]